# Sodomies en corps 11
Sodomies en corps 11 est un récit de voyage de l'écrivain italien Aldo Busi publié en français en 1991.

## Résumé
Le livre raconte les déplacements de l'auteur entre Maroc et Tunisie, en passant par l'Allemagne (où apparaissent Demetrio de la Vie standard, ici appelée simplement « M  » et l'aimé Jürgen, jusqu'à la Finlande pour assister à une rencontre internationale de poètes et d'écrivains et ensuite Leningrad avant de la chute du Mur de Berlin et de l'effondrement de l'Union soviétique.
Les récits de voyage s'entrecoupent par une série de réflexions sur l'écriture et sur la figure de l'écrivain, en se présentant comme une sorte de manuel de conduite pour écrivains en devenir.
Les réflexions sur l'écriture et les rencontres sexuelles du protagoniste sont les clés interprétatives du titre. À l'achèvement du livre, avant de prendre congé avec les vers de Pharsale de Lucain, et après d'avoir réglé ses comptes avec la mémoire d'un père absent et violent, Busi donne la parole à sa mère (déjà personnage en Séminaire sur la jeunesse et en Vie standard), en livrant au lecteur la clé de voûte d'une narration toujours en balance entre la vérité de celui qui écrit et la vérité du réel.

## Éditions
- Aldo Busi (trad. Françoise Brun), Sodomies en corps 11 : non voyage, non sexe et écriture, Paris, Presses de la Renaissance, 1991, 360 p. (ISBN 978-2-85616-602-4).